# Ditassa obcordata
Ditassa obcordata är en oleanderväxtart som beskrevs av Carl Friedrich Philipp von Martius. Ditassa obcordata ingår i släktet Ditassa och familjen oleanderväxter. Inga underarter finns listade i Catalogue of Life.